# Patrinia heterophylla
Patrinia heterophylla là một loài thực vật có hoa trong họ Kim ngân. Loài này được Bunge mô tả khoa học đầu tiên năm 1833.